# Монахинята (филм)
„Монахинята“ е американски филм на ужасите от 2018 г. на режисьора Корин Харди по сценарий на Гари Даубърман, по сюжета на Даубърман и Джеймс Уан. Той е прелюдия на „Заклинанието 2“ през 2016 г.
Филмът е пуснат в Съединените щати на 7 септември 2018 г. от „Уорнър Брос Пикчърс“.
В България филмът е пуснат на същата дата от „Александра Филмс“.
На 29 май 2021 г. е излъчен по bTV Cinema с български войсоувър дублаж на студио VMS. Екипът се състои от:
| Озвучаващи артисти  | Ася Рачева Петя Абаджиева Ралица Стоянова Мартин Герасков Николай Николов |
| Преводач            | Ралица Ботева                                                             |
| Тонрежисьор         | Георги Калудов                                                            |
| Режисьор на дублажа | Добрин Добрев                                                             |